# 熊倉悟
熊倉 悟（くまくら さとる、1970年5月28日 - ）は、新潟県新潟市出身のNHKのアナウンサー、札幌放送局アナウンス専任部長。

## 人物
新潟県新潟市出身。新潟大学教育学部附属新潟中学校、新潟県立新潟高等学校、東北大学工学部を卒業後、1993年（平成5年）4月に入局し秋田放送局アナウンサーとして配属。
その後仙台、前橋、NHK放送センター（東京）と東日本の放送局で転任を重ね、名古屋放送局でのディレクター業務を挟んで2023年（令和5年）7月より現職。

## 現在の担当番組
- ニュース北海道645（不定期）
- メディアセンターアナウンスグループ統括
- 管理業務主体

## 過去の担当番組
秋田放送局時代
- 秋田県のニュース・中継・リポート
- ひるどき日本列島

前橋放送局時代
- 群馬県の中継など

放送センター時代
- ローズパレード2007（2007年4月23日、BS1）
- サイエンスZERO（男性司会）
- NHKニュースおはよう日本（リポーター）

新潟放送局時代
- 放送部副部長（アナウンス統括）
- 新潟県のニュース
- 新潟ニュース845（不定期）
- 新潟ニュース610（編集責任者）
- 新潟発 ラジオ深夜便（2010年1月29日深夜 - 30日明朝）
- 2011年3月の東北地方太平洋沖地震では、福島放送局に応援で派遣され、災害情報を中心にローカルニュースを担当した。

ラジオセンター時代
- ふるさとラジオ・つながるラジオ（プロデューサー）
- ひるのいこい（プロデューサー・2013年11月16日、キャスター代行）
- ミュージック・グラフィティー

名古屋放送局時代
- 東海3県・東海北陸のニュース など
- 東海北陸あさラジオ（不定期）
- ニュース845（不定期）
- まるっと!（不定期・小山怪、高山哲哉のキャスター代行など）